# Esmonts

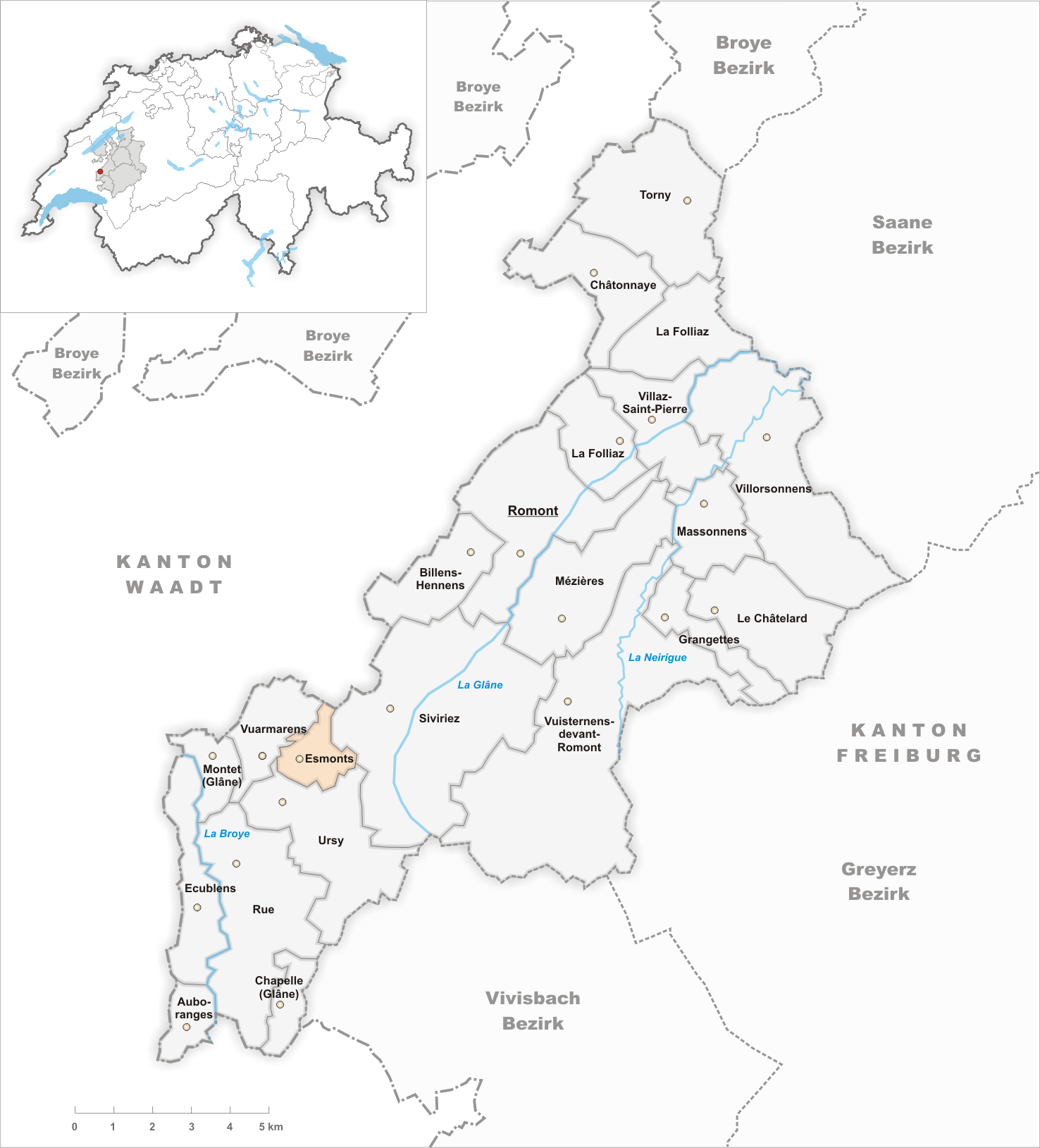
Gemeindestand vor der Fusion am 1. Januar 2006

Esmonts war bis zum 31. Dezember 2005 eine politische Gemeinde im Distrikt Glâne des Kantons Freiburg in der Schweiz. Mit Wirkung auf den 1. Januar 2006 wurde der Ort nach Vuarmarens eingemeindet, welches seinerseits am 1. Januar 2012 mit Ursy fusionierte.

## Geographie
Esmonts liegt auf 828 m ü. M., acht Kilometer südwestlich des Bezirkshauptortes Romont (Luftlinie). Das Bauerndorf erstreckt sich auf einem Hochplateau östlich des Tals der Broye, im Südwesten des Freiburger Mittellandes.
Die Fläche des 2,3 km² grossen ehemaligen Gemeindegebiets umfasst einen Abschnitt des Molasseplateaus östlich des Oberlaufs der Broye. Der Gemeindeboden erstreckte sich vom Bois du Mont oberhalb von Ursy nordwärts über das Plateau von Esmonts bis in das Quellgebiet des Ruisseau des Vaux und erreichte auf der Höhe von Le Saulgy mit 853 m ü. M. den höchsten Punkt von Esmonts. Der westliche Teil des Gebietes wird zur Broye, der östliche zur Glâne entwässert. Von der Gemeindefläche entfielen 1997 7 % auf Siedlungen, 16 % auf Wald und Gehölze und 77 % auf Landwirtschaft.
Zu Esmonts gehören einige Hofsiedlungen und Einzelhöfe. Nachbargemeinden von Esmonts waren Vuarmarens, Ursy und Siviriez im Kanton Freiburg sowie Brenles im Kanton Waadt.

## Bevölkerung
Mit 183 Einwohnern (Ende 2005) gehörte Esmonts zu den kleinen Gemeinden des Kantons Freiburg. Von den Bewohnern sind 98,1 % französischsprachig, 1,3 % deutschsprachig, und 0,4 % sprechen Portugiesisch (Stand 2000). Die Bevölkerungszahl von Esmonts belief sich 1850 auf 118 Einwohner, 1900 auf 168 Einwohner. Zu Beginn des 20. Jahrhunderts nahm die Bevölkerungszahl bis 1920 (203 Einwohner) langsam zu, bevor durch starke Abwanderung bis 1980 ein Rückgang um fast 50 % auf 115 Personen erfolgte. Seither wurde wieder ein deutliches Bevölkerungswachstum verzeichnet.
Einwohnerzahlen: Volkszählungsdaten

## Wirtschaft
Esmonts war bis in die zweite Hälfte des 20. Jahrhunderts ein vorwiegend durch die Landwirtschaft geprägtes Dorf. Noch heute haben die Milchwirtschaft, die Viehzucht und der Ackerbau einen wichtigen Stellenwert in der Erwerbsstruktur der Bevölkerung. Weitere Arbeitsplätze sind im lokalen Kleingewerbe und im Dienstleistungssektor vorhanden. In den letzten Jahrzehnten hat sich das Dorf auch zu einer Wohngemeinde entwickelt. Viele Erwerbstätige sind deshalb Wegpendler, die hauptsächlich in den Regionen Moudon und Oron-la-Ville arbeiten.

## Verkehr
Das Dorf liegt abseits der grösseren Durchgangsstrassen, ist aber von Ursy leicht zu erreichen. Esmonts besitzt keine Anbindung an das Netz des öffentlichen Verkehrs.

## Geschichte
Die erste urkundliche Erwähnung des Ortes erfolgte bereits im Jahr 996 unter dem Namen villa de Mont; 1832 wurde das Dorf ès Monts genannt. Der Ortsname bedeutet auf Französisch en les monts (auf den Hügeln). König Rudolf III. von Burgund übergab das Gebiet von Esmonts im 10. Jahrhundert der Abtei Saint-Maurice und belehnte damit 996 Ritter Balfried. Später gehörte die Siedlung den Herren von Prez, die sie 1344 dem Spital von Moudon schenkten. In der Folgezeit gehörte Esmonts zur savoyischen Burgvogtei Moudon.
Als die Berner 1536 das Waadtland eroberten, kam das Dorf unter die Herrschaft von Freiburg und wurde der Vogtei Rue zugeteilt. Nach dem Zusammenbruch des Ancien Régime (1798) gehörte Esmonts während der Helvetik und der darauf folgenden Zeit zum Bezirk Rue und wurde 1848 in den Bezirk Glâne eingegliedert. Am 1. Januar 2006 wurde die Fusion von Esmonts mit Vuarmarens vollzogen, wobei die neue Gemeinde weiterhin den Namen Vuarmarens trägt. Esmonts besitzt keine eigene Kirche, es gehört zur Pfarrei Ursy-Morlens.